# Giovanni Innocenzo Martinelli
Giovanni Innocenzo Martinelli OFM (El Khadra, Líbia, 5 de fevereiro de 1942 - Saccolongo, Itália, 30 de dezembro de 2019 ) foi um religioso italiano, bispo católico romano e vigário apostólico de Trípoli.
Giovanni Innocenzo Martinelli, o mais velho de seis filhos de uma família veronesa de San Giovanni Lupatoto, nasceu em El Khadra, Líbia. Seu pai, um agricultor, atendeu a um chamado de Mussolini, que lhe cedeu 40 hectares de terras africanas para cultivar e criar animais na Líbia; a família Martinelli retornou à Itália em 1968 após o iminente golpe de Estado de Gaddafi.
Aos 14 anos, após a morte de sua mãe, Martinelli ingressou na Ordem Franciscana (OFM) no Convento San Francesco d'Assisi em Vico Equense[3] e foi ordenado sacerdote em 28 de julho de 1967.
O Papa João Paulo II o nomeou bispo titular de Tabuda em 1985 e o nomeou vigário apostólico do vicariato apostólico de Trípoli. o Arcebispo Gabriel Montalvo Higuera, Delegado Apostólico na Líbia, concedeu sua consagração episcopal em 4 de outubro de 1985; Os co-consagradores foram Joseph Mercieca, Arcebispo de Malta, e José Antonio Peteiro Freire OFM, Arcebispo de Tânger.
Após o ataque à discoteca La Belle em Berlim em abril de 1986, a Força Aérea dos Estados Unidos bombardeou as duas maiores cidades líbias de Trípoli e Benghazi na Operação El Dorado Canyon, após a qual o bispo Martinelli foi brevemente preso.
Ao contrário de muitos funcionários de embaixadas internacionais, Martinelli permaneceu na Líbia durante a guerra civil de 2011. Após os ataques aéreos a Trípoli, ele relatou dezenas de civis mortos pelos "chamados ataques humanitários". Mesmo durante os confrontos com o chamado Estado Islâmico, ele permaneceu em Trípoli, embora tenha sido ameaçado de decapitação. Ele foi o último italiano a viver na capital líbia ameaçada pelo Estado Islâmico.
O Papa Francisco aceitou sua aposentadoria em 5 de fevereiro de 2017. Ele viveu pela última vez em um convento religioso em Saccolongo e foi enterrado na Catedral de Verona.